# Uto Ughi
Uto Ughi (nascut com a Bruto Diodato Emilio Ughi; (Busto Arsizio (Llombardia), 21 de gener,e 1944), és un violinista italià.

## Vida i obra
Uto Ughi va ser animat pels seus pares a aprendre a tocar el violí als quatre anys. Als sis o set anys, va començar a estudiar amb Giovanni Battista Pergolesi a l'escola de música de Varese sota la direcció d'Ariodante Coggi. Va debutar com a solista el 1951 als set anys al Teatro Lirico di Milano, i a partir de llavors va atreure l'atenció dels crítics musicals i del públic. Va continuar els seus estudis a l'escola de Carl Flesch, a l'Accademia Musicale Chigiana de Siena amb Yvonne Astruc i Riccardo Brengola, i al Conservatori de Milà amb Bruno Bettinelli (composició) i Carlo Vidusso (piano). A l'Accademia Musicale Chigiana, va conèixer George Enescu i, als dotze anys, va anar a París per prendre classes de violí amb ell durant dos anys. Després es va traslladar al Conservatori de Ginebra per estudiar amb Corrado Romano per millorar la seva tècnica. A Viena, va completar la seva formació amb música de cambra.
De jove, va iniciar una carrera com a concertista internacional. Va fer gires pels Estats Units, Sud-amèrica i Sud-àfrica amb el pianista Lamar Crowsen com a company. Va treballar amb les orquestres europees i americanes més importants sota la direcció de directors de renom com Sergiu Celibidache, Carlo Maria Giulini, George Prêtre, Wolfgang Sawallisch, Giuseppe Sinopoli, Kirill Kondraschin i Bernard Haitink. Va rebre un reconeixement especial al Festival de Salzburg i a l'Índia amb l'orquestra Maggio Musicale Fiorentino sota la direcció de Zubin Mehta. El 1979, va fundar el premi de música "Una vita nella musica a Venècia" amb el crític musical i escriptor Bruno Tosi.
Uto Ughi toca un Guarneri del Gesù de 1744 i posseeix dos violins Stradivari: el violí Kreutzer de 1701 i un altre de 1714, que va adquirir d'Itzhak Perlman a principis dels anys noranta.
Uto Ughi ha rebut nombrosos premis. El 1978, va ser nomenat Acadèmic de Santa Cecilia. El 1981, va rebre l'Orde del Mèrit de la República Italiana del president italià Pertini. El 1985, va ser ascendit a Gran Oficial i, el 1996, va ser guardonat amb la Gran Creu pels seus serveis a les arts. El 2013, va publicar la seva autobiografia, Quel diavolo di un trillo. Note della mia vita. El 2020, durant el confinament imposat a causa de la pandèmia de la COVID-19, va ser seleccionat pel Ministeri d'Afers Exteriors italià, juntament amb altres personalitats musicals com Andrea Bocelli, Paolo Fresu, Renato Zero, Tiziano Ferro i Massimo Ranieri, per fer visible i audible la cultura italiana a la gent i al món.
Uto Ughi és considerat un intèrpret ideal del repertori clàssic i romàntic vienès. Rarament realitza interpretacions de música avantguardista contemporània. Posa la seva càlida intensitat expressiva i el seu so suau al servei d'una expressió sonora apassionada.